# 二子塚古墳
二子塚古墳（日语：／ Futagodukakofun）是位於日本神奈川縣秦野市下大槻的一座前方後圓墳，神奈川縣指定史跡，出土文物則是秦野市指定重要文化財。

## 概要
古墳位處於神奈川縣南部相模平原的金目川左岸藥師原台地的先端部分，為秦野市內唯一的前方後圓墳。1970年和2008年時，均進行了考古調查。
古墳是前方後圓墳，前方部分朝東北方向。位於後圓部分的墓室為片袖式（羡道偏于一侧）橫穴式石室，露出部分位於東南方，直至現在亦未知是否曾經遭到破壞。在石室內，出土了銀装圭頭大刀等大量陪葬品和須惠器等。由此推測，古墳建於古墳時代後期（約6世紀後半）。
1983年，古墳域成為神奈川縣指定史跡，出土文物則在2013年成為秦野市指定重要文化財。古墳附近有下大槻欠上遺跡、廣畑古墳群、岩井戶、欠之上橫穴墓群等遺跡。

### 年表
- 1970年，考古調查[3]。
- 1983年8月30日，成為神奈川縣指定史跡[6]。
- 2008年，第2次考古調查[4]。
- 2013年9月27日，出土文物成為秦野市指定重要文化財[6]。

## 規模
古墳規模如下。
- 墳丘長：46米
- 後圓部分
  - 直徑：東西33米、南北26米
- 前方部分
  - 闊：25米

## 文化財

### 神奈川縣指定文化財
- 史跡
  - 二子塚古墳 - 1983年8月30日指定[6]。

### 秦野市指定文化財
- 重要文化財（有形文化財）
  - 二子塚古墳出土的銀裝圭頭大刀 附 二子塚古墳橫穴式石室內出土遺物 - 出土遺物36件如下[5]。桜土手古墳展示館保管。2013年（平成25年）9月27日指定[6]。
    - 石製小玉 1件
    - 玻璃製小玉 3件
    - 須惠器 25件
    - 土師器 1件
    - 鞘尻金具 1件
    - 耳環 1件
    - 鐵鏃（日语：鉄鏃） 兩件
    - 金銅裝馬具 兩件